# Tanga (region)
Tanga er en af Tanzanias 26 administrative regioner. Regionhovedstaden er byen Tanga. Regionen grænser til det Indiske Ocean i øst, Kenya i nord, regionen Kilimanjaro i nordvest, Manyara i vest og Pwani og Morogoro i syd.
Tanga har  1.923.466 indbyggere (2009) og et areal på 26.808 km².
Tanga er inddelt i otte distrikter: Handeni, Kilindi, Korogwe, Lushoto, Muheza, Mkinga, Pangani og Tanga.

## Eksterne kilder og henvisninger
1. ↑   Statoids, Regions of Tanzania

5°00′S 38°15′Ø / 5.000°S 38.250°Ø